# Skurups landskommun
Skurups landskommun var en tidigare kommun i dåvarande Malmöhus län.

## Administrativ historik
Kommunen bildades i Skurups socken i Vemmenhögs härad i Skåne när 1862 års kommunalförordningar trädde i kraft. 
1 juni 1895 inrättades municipalsamhället Skurups municipalsamhälle som utbröts 1914 som Skurups köping. 1949 uppgick landskommunen i Skurups köping som ombildades 1971 till Skurups kommun.

## Politik

### Mandatfördelning i Skurups landskommun 1938-1946
| 13 | 12 |

| 24 |

| 15 | 10 |

| 23 |

| 14 | 11 |

| 24 |